# 神田こなぎ
神田 こなぎ（かんだ こなぎ、7月10日 - ）は、講談協会に所属する講談師。本名：大越 梨恵。

## 経歴
山梨県南アルプス市出身、山梨県立女子短期大学卒業。
2011年9月、神田すみれに入門、「こなぎ」を名乗る。12月に講談協会の前座となる。
2016年10月、二ツ目に昇進。
2025年3月30日、真打に昇進した。4月より真打昇進披露興行が行われる。

## 芸歴
- 2011年
  - 9月 - 神田すみれに入門、「こなぎ」を名乗る。
  - 12月 - 前座となる。
- 2016年10月 - 二ツ目昇進。
- 2025年3月 - 真打昇進。

## 外部サイト
- 神田こなぎ - 講談協会
- 神田こなぎのあれこれ  - 公式ブログ
- 神田こなぎ (@konagi7kanda) - X（旧Twitter）